# أمير صباح

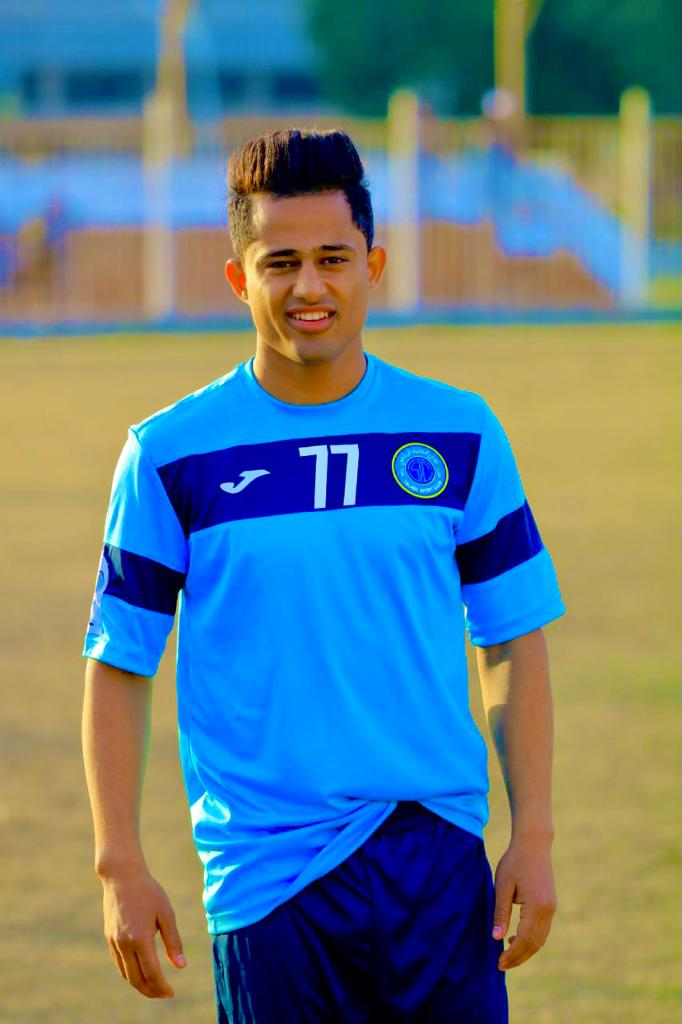

أمير صباح مواليد 10 يناير 1988 في العراق، هو لاعب كرة قدم عراقي سابق، لعب مع نادي الزوراء في مركز خط الوسط.